# Beata Rank-Minzer
Beata (Tola) Rank-Minzer (o Münzer ) nació el 16 de febrero de 1886  en Neu Sandec, Galicia, y murió el 11 de abril de 1967 en Boston, fue una psicoanalista estadounidense de origen polaco . Era la esposa de Otto Rank . 

## Biografía
Nació cerca de Cracovia, luego el Imperio Austrohúngaro, estaba muy interesada en la psicología. Una de sus tías le presenta a Otto Rank, con quien se casa el 7 de noviembre de 1918. La pareja se mudó a Viena después de la guerra. Tuvieron una hija Beata Rank también se convirtió rápidamente en parte del círculo de amigos de Freud, incluido su esposo. Ella tradujo al polaco el ensayo Sobre el sueño en 1923. En el mismo año hizo una presentación de admisión a la Sociedad Psicoanalítica de Viena que apareció en la revista Imago en 1924: "El papel de la mujer en el desarrollo de la sociedad humana". 
Más tarde, la relación de la pareja se deteriora. Otto viaja mucho y la familia se mudó a París porque ella no quería emigrar con él a los Estados Unidos. En París, continúa sus estudios sobre el papel de la mujer. Su esposo finalmente se mudó a los Estados Unidos. Beata Rank también se fue debido a la persecución antisemita, él a Nueva York, y ella a Boston en 1936. Se unió a la comunidad psicoanalítica con la ayuda de sus amigos vieneses que también estaban exiliados, Helene Deutsch y Félix Deutsch. Practicará como analista infantil y analista de capacitación en el Boston Psychoanalytic Institute. Luego se convirtió en una consultora de renombre y fue profesora honoraria de psiquiatría en la Facultad de Medicina de la Universidad de Boston . Junto al Dr. Marian C. Putnam, cofundó y codirigió el James Jakson Putnam Children's Center, que es uno de los primeros centros de día para preescolares y sus padres.

## Publicaciones
- (1924): Zur Rolle der Frau der der Entwicklung der Menschlichen Gesellschaft (Sobre el papel de la mujer en el desarrollo de la sociedad humana), Imago, 10, 1924, 278-295; Resumen en International Journal of Psychoanalysis, 7, 1926, 89.
- (1942). Cuando el análisis del niño es hoy., Imago American, 3 (3), 41-60.
- (1949). Adaptación de la técnica psicoanalítica para el tratamiento de niños pequeños con desarrollo atípico. American Journal of Orthopsychiatry, 19, 130-139.
- (1955). Estudio intensivo y tratamiento de niños en edad preescolar que presentan marcadas diferencias en la personalidad o desarrollo atípico y sus padres., en G. Caplan (Ed.), Los problemas emocionales de la primera infancia   : Actas del Instituto Internacional de Psiquiatría Infantil (pp. 491-501). Nueva York: Básico.